# U spáleného
U spáleného je kopec s nadmořskou výškou 581 m, který se nachází u polní silnice ve vojenském újezdu Libavá v Oderských vrších v okrese Olomouc v Moravskoslezském kraji. Kopec se nachází u polní cesty a je tvořen dvěma vrcholy - vyšším s výškou 581 m a nižším s výškou 578  m. Severní část kopce obtéká Mastnický potok, jižní část kopce obtéká Milovanský potok a západní část kopce obtéká Plazský potok. V západní části kopce v lokalitě nazývané Dvorecký mlýn, se nachází ruiny vodního mlýna. Na vrcholu kopce U spáleného je uměle mírně vyvýšené místo s betonovými schůdky. Vrchol slouží jako vhodná pozorovatelna blízké cvičné dopadové plochy střelby ve vojenském újezdu Libavá u bývalé vesnice Milovany. Poblíž vrcholu se nachází stožár pro vlajku. Místo se nachází ve vojenském prostoru a tak je, mimo vyhrazené dny v roce, nepřístupné.

## Další informace

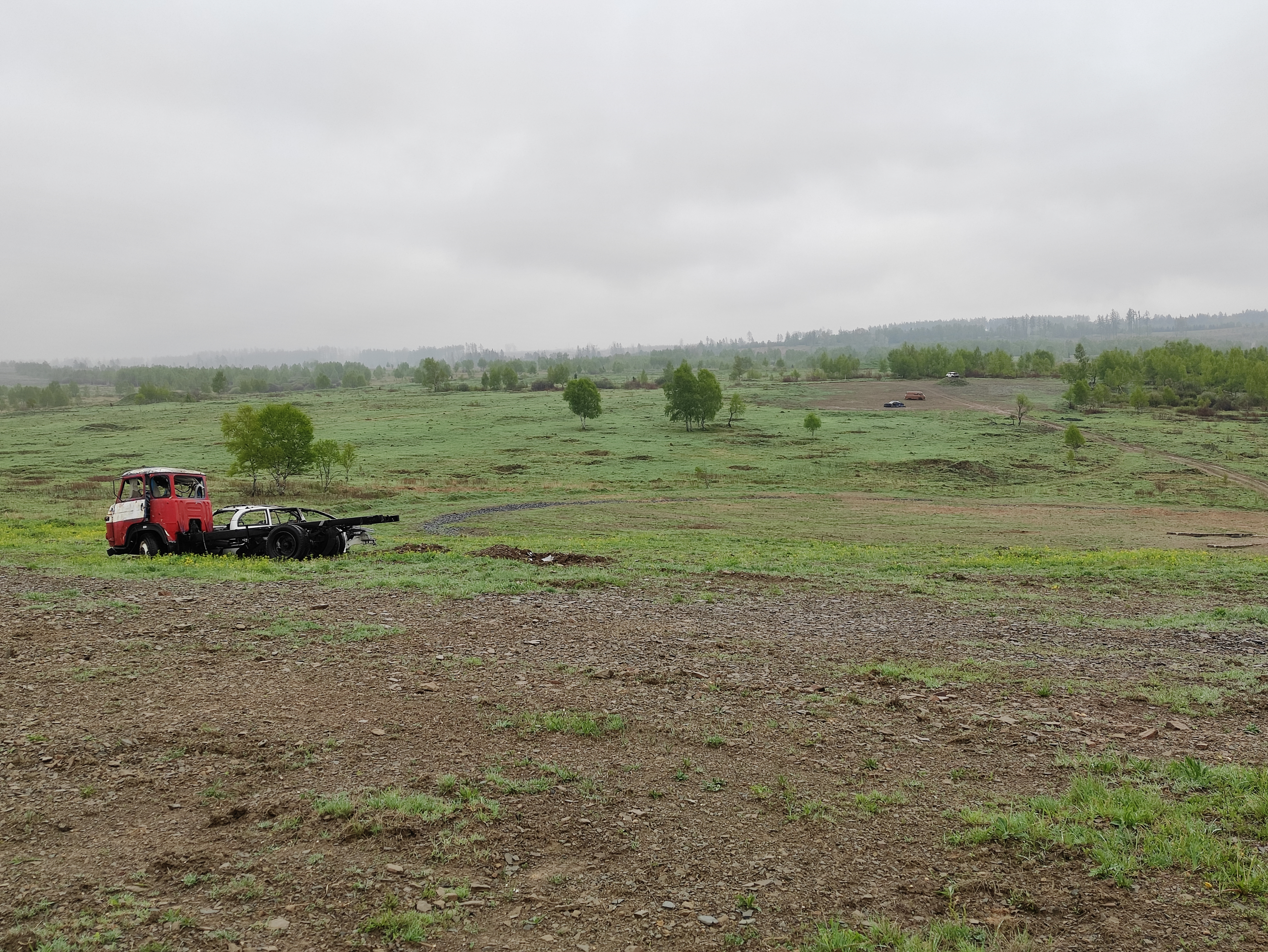
Pohled na vojenské cvičiště nedaleko od kopce U spáleného

Přibližně 1,3 km severovýchodním směrem se nachází kopec Kozí hrb. Přibližně 1,6 km severovýchodo-východním směrem se nachází bývalá osada Čermenský mlýn.
Obvykle jedenkrát ročně může být místo a jeho okolí přístupné veřejnosti v rámci cyklo-turistické akce Bílý kámen.